# منطقة شهجهنبور
شهجهنبور رمزها «SJ» (بالإنجليزية: Shahjahanpur)‏ ، هو تقسيم إداري لدولة الهند تتبع ولاية أتر برديش (بالإنجليزية: Uttar  Pradesh)‏ ، مركزها هو مدينة شهجهنبور (بالإنجليزية: Shahjahanpur)‏ عدد سكانها حسب تعداد سنة 2001 هو 2,549,458 ، مساحتها 4,575 كم² وكثافة السكان 557 لكل كم² .